# 孔勗
孔勗（?—?），北宋兖州曲阜（今山东省曲阜市）人，孔子四十四世孫，孔仁玉幼子，孔宜弟。

## 生平
孔勗宋太宗雍熙二年進士及第，为太平州推官。宋真宗时以殿中丞通判廣州，以清廉知名。被朝廷所召，蕃酋争持宝货进献，都拒绝收纳，加以抚慰安遣。宋真宗东封，到曲阜祭祀孔子，召对孔勗，擢陞為太常博士，知曲阜縣事，专主祠庙。官至秘书监、分司南京（今河南省商丘市）。宋仁宗宝元二年以工部侍郎致仕，卒年八十九歲。有子孔道輔，為御史中丞；孔良辅；孔彦辅；孔延济；孔延范。曲阜孔氏六十户，后三十五户全是孔勗的后裔。

## 子
- 孔道辅
- 孔良辅
- 孔彦辅
- 孔延济，无子
- 孔延范，无子